# Death Is Certain
Albums de Royce da 5'9"
Rock City (Version 2.0)
(2002) Independent's Day
(2005)
Singles
1. Hip Hop
Sortie : 22 novembre 2003
2. Death Is Certain Pt. 2 (It Hurts)
Sortie : 11 février 2004

Death Is Certain est le deuxième album studio de Royce da 5'9", sorti le 24 février 2004.
L'album s'est classé 4e au Top Heatseekers, 5e au Top Independent Albums, 39e au Top R&B/Hip-Hop Albums et 161e au Billboard 200.

## Liste des titres
| No  | Titre                                                                     | Contient un (des) sample(s) de | Durée |
| --- | ------------------------------------------------------------------------- | --- | ----- |
| 1.  | Intro                                                                     | | 0:12  |
| 2.  | Regardless                                                                | Love and Happiness d'Al Green Lose Yourself d'Eminem                                                                                         | 3:01  |
| 3.  | Throwback (featuring Ingrid Smalls)                                       | | 4:17  |
| 4.  | What I Know                                                               | Do What He Wants de Tessie Hill | 2:49  |
| 5.  | I Promise (featuring Ingrid Smalls)                                       | Phantom Lover de Leon Ware | 3:54  |
| 6.  | Call Me Never! (skit)                                                     | | 1:59  |
| 7.  | Hip Hop (featuring DJ Premier)                                            | The Sand Pebbles Overture (LP Album Version) de Jerry Goldsmith The Light de Common Da' Durty de Field Mob Any Type of Way de Big Daddy Kane | 3:47  |
| 8.  | Gangsta (featuring Cutty Mack)                                            | | 4:42  |
| 9.  | T.O.D.A.Y (featuring Ingrid Smalls)                                       | Ike's Mood I d'Isaac Hayes | 3:55  |
| 10. | I & Me                                                                    | Against All Odds de Makaveli | 3:28  |
| 11. | Beef                                                                      | What's Beef? de The Notorious B.I.G. Biz Is Goin' Off de Biz Markie                                                                          | 4:19  |
| 12. | Bomb 1st                                                                  | | 2:59  |
| 13. | Everybody Goes (featuring Ingrid Smalls)                                  | Mountain High, Valley Low d'Eartha Kitt | 3:05  |
| 14. | Death Is Certain (Part 2) (It Hurts) (featuring Ingrid Smalls et Cha Cha) | | 4:12  |
| 15. | Something's Wrong with Him (featuring 6 July)                             | Once Upon a Time de Donna Summer | 3:57  |